# T-mobilitat
T-mobilitat是巴塞隆拿地區公共交通的非接觸式智能卡，用於支付自動收費系統。2022年1月1日，經過六年延誤後，第一期工程正式啟用。